# Phyllomyias reiseri
Phyllomyias reiseri là một loài chim trong họ Tyrannidae.